# Lampropeltis nigra
Espèce
Synonymes
- Ophibolus getulus niger Yarrow, 1882
- Lampropeltis getula niger Yarrow, 1882

Lampropeltis nigra est une espèce de serpent de la famille des Colubridae.

## Répartition
Cette espèce est endémique des États-Unis. Elle se rencontre du Sud de l'Ohio et des régions adjacentes de l'Ouest de la Virginie, et, vers le Sud, jusqu'au centre de l'Alabama et au Kentucky.

## Description
Lampropeltis holbrooki mesure de 90 à 122 cm mais peut atteindre exceptionnellement 180 cm. Son dos est noir. Sa face ventrale présente habituellement un motif en forme de damier blanc et noir.

## Étymologie
Son nom d'espèce, du latin nigrans, « noir », lui a été donné en référence à la prédominance de la couleur noire chez de nombreux individus.

## Publication originale
- Yarrow, 1882 : Description of new species of reptiles and amphibians in the United States National Museum. Proceedings of the United States National Museum, vol. 5, p. 438-443 (texte intégral).